# سیاره فراکهکشانی
یک سیاره فراکهکشانی (انگلیسی: Extragalactic planet) که همچنین به عنوان یک سیاره فراخورشیدی فراکهکشانی شناخته می‌شود، یک سیارهٔ متصل به ستاره یا سیاره سرگردان است که در خارج از کهکشان راه شیری قرار دارد. به دلیل فاصله‌های بسیار زیاد تا چنین دنیاهایی، تشخیص مستقیم آنها بسیار دشوار است. با این حال، شواهد غیر مستقیم نشان می‌دهد که چنین سیاره‌هایی وجود دارند. با این وجود، دورترین سیاره‌های شناخته شده SWEEPS-11 و SWEEPS-04 هستند که در قوس، تقریباً ۲۷۷۱۰ سال نوری از خورشید فاصله دارند، در حالی که کهکشان راه شیری بین ۱۰۰۰۰۰ تا ۱۸۰۰۰۰ سال نوری قطر دارد. این بدان معناست که حتی سیارات کهکشانی که دورتر از آن فاصله قرار دارند نیز شناسایی نشده‌اند.